# Tynanthus panurensis
Tynanthus panurensis ist eine Pflanzenart der Gattung Tynanthus in der Familie der Trompetenbaumgewächse aus dem nordwestlichen Südamerika, dem nördlichen Brasilien, Ecuador, Kolumbien, Peru und Bolivien.

## Beschreibung
Tynanthus panurensis wächst als Liane viele Meter weit. Die Pflanze riecht nach Nelken. Die holzigen Sprossachsen werden ein paar Zentimeter dick.
Die gestielten Laubblätter sind meist drei- oder zweizählig. Das Endblättchen ist manchmal in eine dreiteilige Ranke umgewandelt. Die gestielten, leicht ledrigen, zugespitzten und stachelspitzigen Blättchen sind ganzrandig sowie eiförmig bis elliptisch. Sie sind unterseits heller und bis zu 20 Zentimeter lang sowie beidseits etwas behaart bis fast kahl. Die bis 12 Zentimeter langen Blatt- und die bis 8 Zentimeter langen Blättchenstiele sind leicht bis schwach behaart. Es sind Pseudonebenblätter vorhanden.
Es werden end- oder achselständige, kürzere und leicht behaarte Rispen, Thyrsen, gebildet. Die zwittrigen und kurz gestielten, fünfzähligen Blüten mit doppelter Blütenhülle sind cremefarben bis gelblich, manchmal blass lila. Der außen fein behaarte, gestutzte bis undeutlich gezähnte Kelch ist becherförmig. Die glockenförmige, bis 1,7 Zentimeter lange Krone ist zweilippig, mit kürzerer, innen im unteren Teil mehr oder weniger behaarter Kronröhre und mit kürzeren behaarten Lappen. Die zwei kürzeren, oberen Lappen sind fast ganz verwachsen. Es sind vier Staubblätter in zwei Paaren und ein kürzeres Staminodium in der Kronröhre vorhanden. Der oberständige Fruchtknoten ist behaart mit einem kurzen, an der Basis behaarten Griffel mit zweilappiger Narbe. Es ist ein dünner Diskus vorhanden.
Es werden bis zu 25 Zentimeter lange, längliche, flache und schmale, vielsamige, ledrig-holzige und behaarte, mit Lentizellen besetzte Kapselfrüchte mit leicht verdicken Rändern gebildet. Die flachen Samen sind beidseits geflügelt mit membranösen Flügeln.

## Taxonomie
Das Basionym wurde 1865 von Édouard Bureau in Adansonia; recueil (périodique) d'observations botaniques Band 5 Seite 373 als Schizopsis panurensis erstbeschrieben. Die Art wurde 1954 von Noel Yvri Sandwith in Kew Bulletin Band 8 Teil 4 Seite 465 als Tynanthus panurensis (Bureau) Sandwith in die Gattung Tynanthus gestellt.

## Verwendung
Die holzigen Sprossachsen, Wurzeln und Blätter werden medizinisch oder als Aphrodisiakum genutzt. Die Sprossachse besitzt im Querschnitt ein auffälliges Malteserkreuz.